# James Mangold
Pour les articles homonymes, voir Mangold.
James Mangold est un réalisateur, scénariste, producteur et acteur américain, né le 16 décembre 1963 à New York (État de New York).
Il est l'un des anciens étudiants d'Alexander Mackendrick, réalisateur et enseignant au California Institute of the Arts.
Après avoir percé en écrivant et réalisant plusieurs films indépendants comme Heavy (1995), Copland (1997) et Une vie volée (1999), il signe des productions plus commerciales avec Kate et Léopold (2001), Identity (2003) et Night and Day (2010).
Parallèlement, il est reconnu par la critique pour avoir développé un cinéma influencé par le western : la biographie Walk the Line (2005), puis le remake 3 h 10 pour Yuma (2007) et le film de super-héros Logan (2017).

## Biographie

### Carrière

#### Débuts de scénariste/réalisateur (années 1990)
Révélé par l'écriture et la réalisation du drame indépendant Heavy, sorti en 1995, James Mangold enchaîne avec deux films tout aussi noirs, et plus violents : le drame crépusculaire Copland, sorti en 1997, et porté par l'interprétation de Sylvester Stallone, puis le thriller psychologique Une vie volée, cette fois-ci construit autour de l'interprétation d'Angelina Jolie, secondée par Winona Ryder. L'accueil critique est néanmoins beaucoup plus mitigée pour ce troisième essai.

#### Diversification (années 2000)
Les années 2000 seront celles de la diversification : il signe ainsi la comédie romantique Kate et Léopold en 2001, menée par deux stars, Meg Ryan et Hugh Jackman. En 2003, il revient au thriller avec Identity, dont il ne signe pas, pour la première fois, le scénario. L'accueil critique est mitigée.
En 2005, il revient à l'écriture pour Walk the Line, un film biographique sur le chanteur Johnny Cash. Le film est acclamé par la critique, qui salue notamment une direction d'acteurs impeccable. Tandis que Joaquin Phoenix impressionne dans le rôle-titre, Reese Witherspoon rafle l'Oscar de la meilleure actrice, pour son incarnation de June Carter.
À la suite de cette reconnaissance critique, il passe à la production : en 2006, il réalise l'épisode pilote d'une nouvelle série télévisée, Men in Trees : Leçons de séduction, sur laquelle il officie aussi en tant que producteur durant les deux saisons.

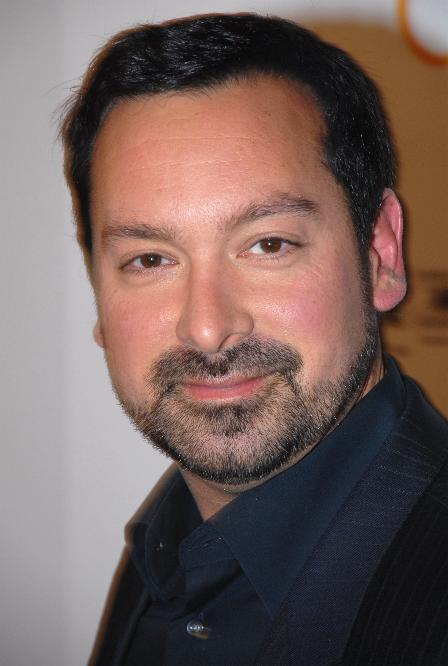
Le réalisateur, lors de la sortie de 3 h 10 pour Yuma.

Côté cinéma, il accepte l'offre de Columbia de signer la mise en scène du western 3 h 10 pour Yuma, dont les rôles principaux sont confiés, après de multiples changements, à Christian Bale et Russell Crowe. Ce remake du film du même nom de Delmer Daves de 1957, est le plus gros succès critique du réalisateur, à défaut de vraiment être un succès au box-office 2007.

#### Passage auxblockbusters(années 2010)
En 2010, il accepte de réaliser un projet plus ouvertement commercial : la comédie d'action Night and Day, menée par le tandem de stars Tom Cruise/Cameron Diaz. Les critiques accueillent fraîchement le film. 
En 2012, il signe aussi les pilotes de deux autres séries télévisées pour la chaîne CBS : le thriller Vegas et la policière NYC 22. Les deux programmes sont arrêtés au terme d'une seule saison, faute d'audiences.

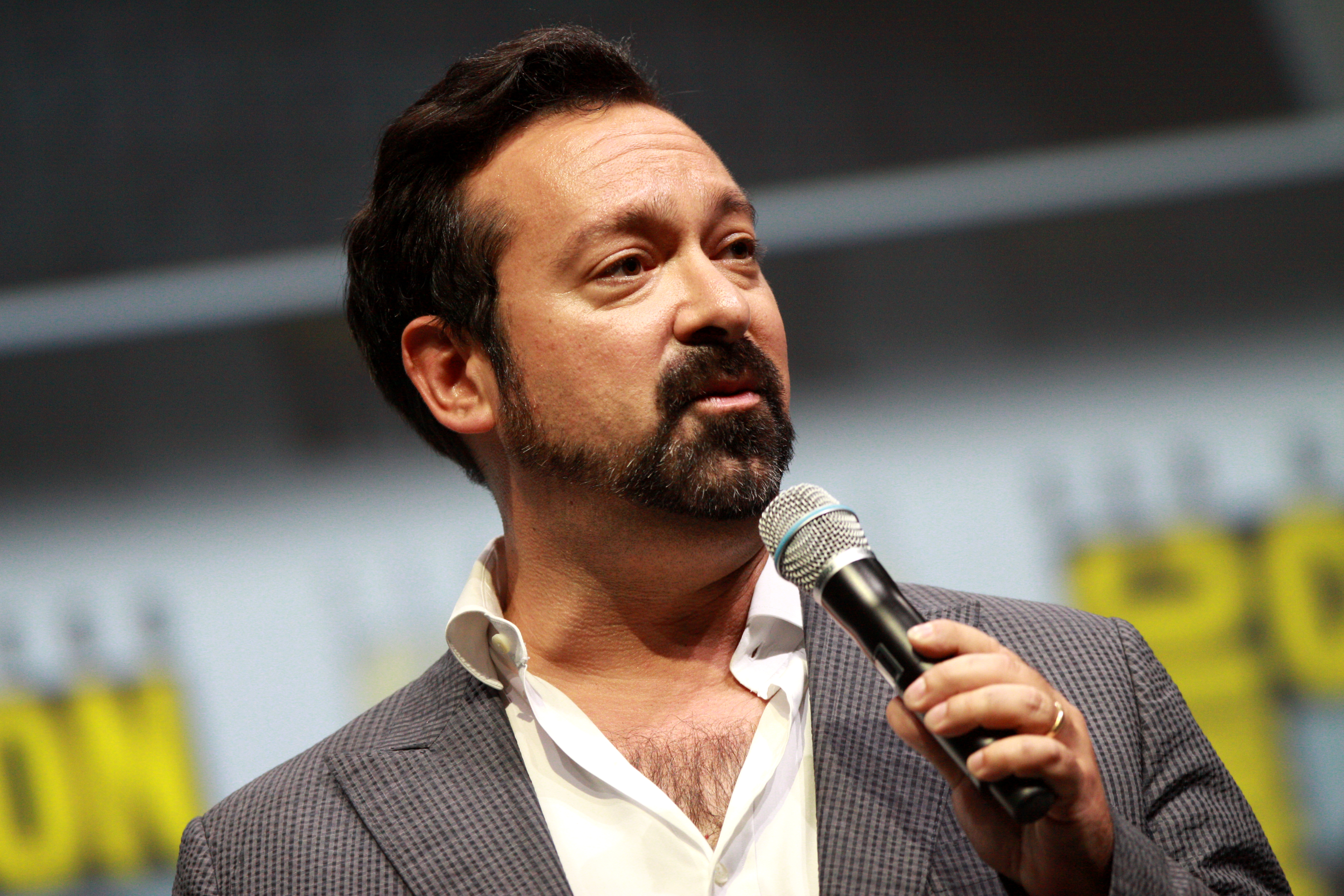
Au Comic-Con de San Diego 2013, pour la promotion de Wolverine : Le Combat de l'immortel.

En juin 2011, il est choisi par la 20th Century Fox pour remplacer à la dernière minute le cinéaste Darren Aronofsky à la réalisation d'un autre blockbuster, Wolverine : Le Combat de l'immortel, et ce sur recommandation de la star Hugh Jackman.
Il finit aussi par retravailler le scénario, dont l'action se situe au Japon. Sorti en 2013, ce second opus est très bien reçu, et connait un large succès commercial à l'international.

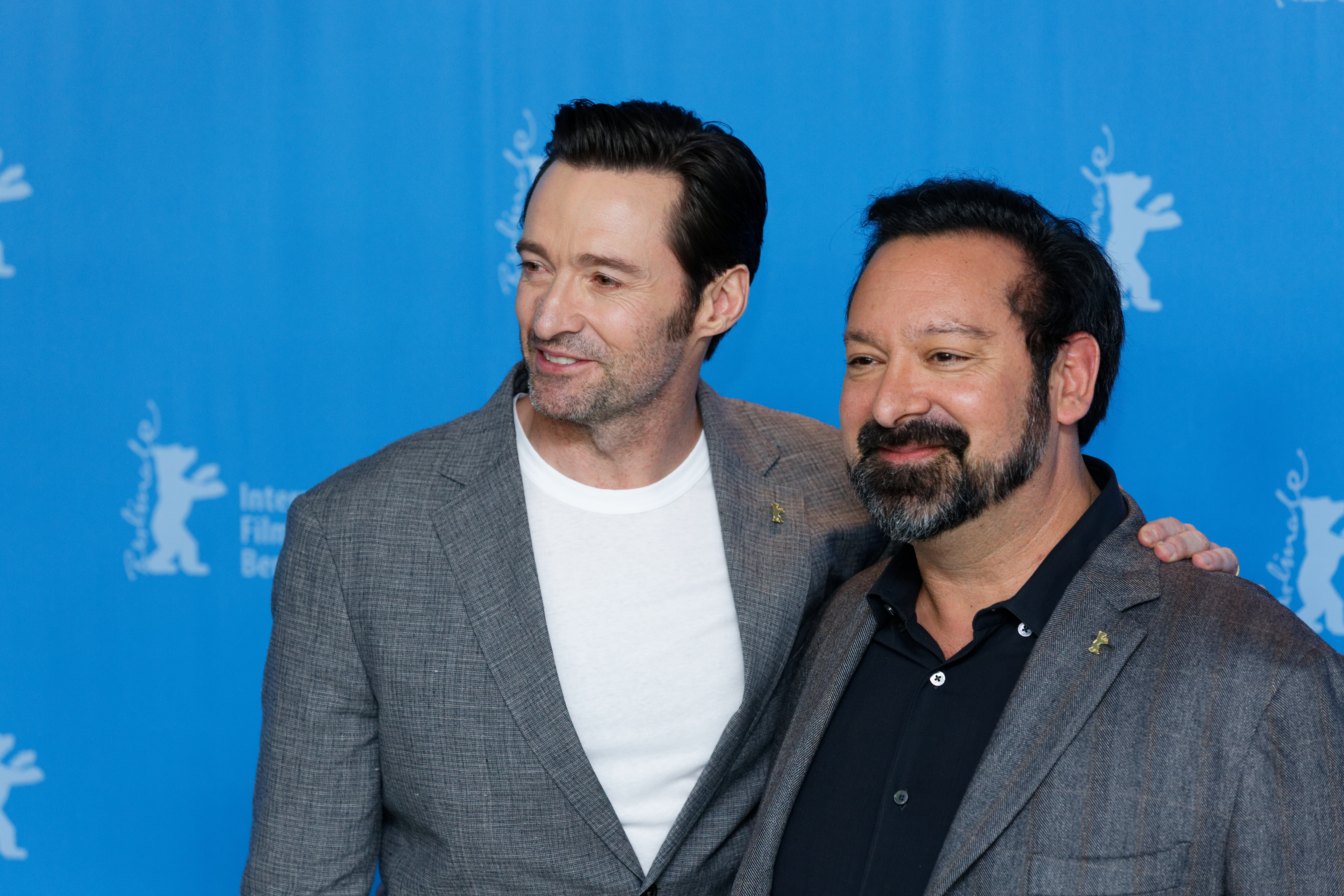
Aux côtés de Hugh Jackman à la Berlinale 2017, pour la première mondiale de Logan.

Il retrouve donc le poste pour Logan, le troisième et dernier chapitre de la trilogie, sortit en mars 2017.
Alors qu'il devait réaliser pour les studios Disney le blockbuster Captain Nemo, libre adaptation du classique littéraire Vingt Mille Lieues sous les mers de Jules Verne, il est annoncé en mai 2018 à la barre d'un film Star Wars spin-off sur Boba Fett. Cependant, il tourne d'abord Le Mans 66, film revenant sur la rivalité entre les deux firmes automobiles Ford et Ferrari dans les années 1960, avec notamment Matt Damon et Christian Bale. Le film sort en novembre 2019.
Le 27 février 2020, Steven Spielberg annonce qu'il renonce à réaliser Indiana Jones et le Cadran de la destinée. James Mangold est alors annoncé en remplacement.

### Vie privée
James Mangold est marié à la productrice Cathy Konrad depuis le 7 août 1998. Ils ont eu deux enfants. Ils se séparent en 2014, après 16 ans de vie commune.

## Acteurs récurrents
|                     | Heavy (1995) | Copland (1997) | Une vie volée (1999) | Kate et Léopold (2001) | Identity (2003) | Walk the Line (2005) | 3 h 10 pour Yuma (2007) | Night and Day (2010) | Wolverine : Le Combat de l'immortel (2013) | Logan (2017) | Le Mans 66 (2019) | Indiana Jones et le Cadran de la destinée (2023) | Un parfait inconnu (2024) | High Side (2026) |
| ------------------- | ------------ | -------------- | -------------------- | ---------------------- | --------------- | -------------------- | ----------------------- | -------------------- | ------------------------------------------ | ------------ | ----------------- | ------------------------------------------------ | ------------------------- | ---------------- |
| Bruce Altman        |              | ✔️             | ✔️                   |                        |                 |                      |                         |                      |                                            |              |                   |                                                  |                           |                  |
| Christian Bale      |              |                |                      |                        |                 |                      | ✔️                      |                      |                                            |              | ✔️                |                                                  |                           |                  |
| Timothée Chalamet   |              |                |                      |                        |                 |                      |                         |                      |                                            |              |                   |                                                  | ✔️                        | ✔️               |
| Viola Davis         |              |                |                      | ✔️                     |                 |                      |                         | ✔️                   |                                            |              |                   |                                                  |                           |                  |
| Clea DuVall         |              |                | ✔️                   |                        | ✔️              |                      |                         |                      |                                            |              |                   |                                                  |                           |                  |
| Debbie Harry        | ✔️           | ✔️             |                      |                        |                 |                      |                         |                      |                                            |              |                   |                                                  |                           |                  |
| Boyd Holbrook       |              |                |                      |                        |                 |                      |                         |                      |                                            | ✔️           |                   | ✔️                                               | ✔️                        |                  |
| Hugh Jackman        |              |                |                      | ✔️                     |                 |                      |                         |                      | ✔️                                         | ✔️           |                   |                                                  |                           |                  |
| Ray Liotta          |              | ✔️             |                      |                        | ✔️              |                      |                         |                      |                                            |              |                   |                                                  |                           |                  |
| Robert Patrick      |              | ✔️             |                      |                        |                 | ✔️                   |                         |                      |                                            |              |                   |                                                  |                           |                  |
| Dallas Roberts      |              |                |                      |                        |                 | ✔️                   | ✔️                      |                      |                                            |              |                   |                                                  |                           |                  |
| Patrick Stewart     |              |                |                      |                        |                 |                      |                         |                      |                                            | ✔️           |                   |                                                  |                           |                  |
| Pruitt Taylor Vince | ✔️           |                |                      |                        | ✔️              |                      |                         |                      |                                            |              |                   |                                                  |                           |                  |

## Filmographie

### Réalisateur

#### Cinéma
- 1995 : Heavy
- 1997 : Copland
- 1999 : Une vie volée (Girl, interrupted)
- 2001 : Kate et Léopold (Kate and Leopold)
- 2003 : Identity
- 2005 : Walk the Line
- 2007 : 3 h 10 pour Yuma (3:10 to Yuma)
- 2010 : Night and Day (Knight and Day)
- 2013 : Wolverine : Le Combat de l'immortel (The Wolverine)
- 2017 : Logan
- 2019 : Le Mans 66 (Ford v Ferrari)
- 2023 : Indiana Jones et le Cadran de la destinée (Indiana Jones and the Dial of Destiny)
- 2024 : Un parfait inconnu (A Complete Unknown)
- 2026 : High Side

#### Télévision
- 2006 : Men in Trees : Leçons de séduction (Men in Trees) (série télévisée) - épisode pilote
- 2012 : NYC 22 (série télévisée) - épisode pilote
- 2012 : Vegas (série télévisée) - épisode pilote

### Scénariste
- 1988 : Oliver et Compagnie (Oliver & Company)
- 1995 : Heavy
- 1996 : Rock (The Rock)
- 1997 : Copland
- 1999 : Une vie volée (Girl, Interrupted)
- 2001 : Kate et Léopold
- 2005 : Walk the Line
- 2024 : A Complete Unknown (A Complete Unknown)

### Producteur / producteur délégué
- 2001 : Lift de DeMane Davis et Khari Streeter
- 2006-2008 : Men in Trees : Leçons de séduction (Men in Trees) (série télévisée) - 36 épisodes
- 2012-2013 : Vegas (série télévisée) - 21 épisodes
- 2019 : City on a Hill (série télévisée)
- 2020 : L'Appel de la forêt (The Call of the Wild) de Chris Sanders

### Acteur
- 2002 : Allumeuses ! (The Sweetest Thing) de Roger Kumble : Dr Greg
- 2003 : Identity de lui-même : l'ombre du tueur qui pourchasse Ginny Isiana (caméo)

## Distinctions

### Nominations
- Golden Globes 2006 : Meilleur film musical ou de comédie pour Walk the Line
- Oscars 2018 : Meilleur scénario adapté pour Logan
- Oscars 2020 : Meilleur film pour Le Mans 66
- BAFTA 2025 : Meilleur film et Meilleur scénario adapté pour Un parfait inconnu
- Golden Globes 2025 : Meilleur film dramatique pour Un parfait inconnu
- Oscars 2025 : Meilleur film, Meilleur réalisateur et Meilleur scénario adapté pour Un parfait inconnu